# Барбаменто (Лука)
Барбаменто је насеље у Италији у округу Лука, региону Тоскана.
Према процени из 2011. у насељу је живело 31 становника. Насеље се налази на надморској висини од 512 м.